# IIHF U18-Fraueneishockeyturnier 2007
Die IIHF U18-Fraueneishockeyturniere 2007 (englisch Women U18 Invitational Tournaments/U18-Frauen-Einladungsturniere) waren drei, in der Länderspielpause im Februar 2007 durchgeführte, Fraueneishockeyturniere der Internationalen Eishockey-Föderation IIHF für Frauen unter 18 Jahren.
Die Turniere sollten insbesondere in Europa ein Test sein, wie groß das Interesse der IIHF-Verbände an einer Eishockey-Weltmeisterschaft für Frauen unter 18 Jahren sein würde. Die Erfahrungen aus den Turnieren und ihrer Organisation sollten deshalb dem IIHF Council helfen, zu entscheiden, ob im Jahr 2008 erstmals eine Fraueneishockey-Weltmeisterschaft für Unter-Achtzehnjährige stattfinden sollte. Auf der Jahrestagung der IIHF im Mai 2007 in Moskau wurde diesbezüglich eine positive Entscheidung getroffen, so dass die Turniere 2007 als Qualifikation für die U18-Frauen-Weltmeisterschaft 2008 gelten.

## Teilnehmer
Da die nordamerikanischen Verbände bei der Weltmeisterschaft automatisch gesetzt sind, fanden die Turniere ausschließlich unter Beteiligung europäischer Mannschaften sowie den asiatischen Vertretern aus Japan und Kasachstan statt.
| Gruppe A    | Gruppe B   | Gruppe C    |
| ----------- | ---------- | ----------- |
| Finnland    | Schweden   | Deutschland |
| Schweiz     | Tschechien | Russland    |
| Japan       | Österreich | Slowakei    |
| Niederlande | Kasachstan | Frankreich  |

## Modus
An den drei Einladungsturnieren nahmen insgesamt zwölf Nationen teil, wobei alle drei Turniere gleichrangig waren. Bei der U18-Frauen-Weltmeisterschaft 2008 bilden die sechs Erst- und Zweitplatzierten dieser Turniere zusammen mit Kanada und den USA die WM-Gruppe. Da die IIHF 2008 noch kein offizielles Division-I-Turnier durchführte, waren die jeweiligen Dritt- und Viertplatzierten nicht für ein IIHF-Turnier im Jahr 2008 qualifiziert.

### Austragungsorte
| Vierumäki, Finnland               | Nymburk, Tschechien                    | Bad Tölz, Deutschland                 |
| Versowood Areena Kapazität: 2.975 | Zimní stadión Nymburk Kapazität: 4.500 | Hacker-Pschorr Arena Kapazität: 4.115 |
| Versowood Areena                  |                                        | Hacker-Pschorr Arena                  |

## Qualifikationsturniere

### Gruppe A
Das Turnier der Gruppe A fand zwischen dem 9. und 11. Februar 2007 im finnischen Vierumäki statt. Es wurde in der Versowood Areena gespielt. Die finnische Mannschaft setzte sich mit drei Siegen als Gruppenerster durch. Dahinter belegte die Schweiz den zweiten Rang, da die Mannschaft trotz Punktgleichheit mit Japan das direkte Duell gewonnen hatte. Neben Japan verpassten die Niederlande die Qualifikation.
| 9. Februar 2007 | Niederlande | 2:3 n. V. (1:2, 0:0, 1:0, 0:1) | Schweiz | Versowood Areena, Vierumäki Zuschauer: 11 |

| 9. Februar 2007 | Finnland | 4:0 (1:0, 2:0, 1:0) | Japan | Versowood Areena, Vierumäki Zuschauer: 87 |

| 10. Februar 2007 | Schweiz | 2:1 n. V. (1:0, 0:0, 0:1, 1:0) | Japan | Versowood Areena, Vierumäki Zuschauer: 57 |

| 10. Februar 2007 | Finnland | 18:0 (5:0, 7:0, 6:0) | Niederlande | Versowood Areena, Vierumäki Zuschauer: 78 |

| 11. Februar 2007 | Finnland | 2:1 (1:0, 0:1, 1:0) | Schweiz | Versowood Areena, Vierumäki Zuschauer: 63 |

| 11. Februar 2007 | Japan | 4:3 (0:0, 4:0, 0:3) | Niederlande | Versowood Areena, Vierumäki Zuschauer: 29 |

| Pl. |             | Sp | S | OTS | OTN | N | Tore  | Punkte |
| 1.  | Finnland    | 3  | 3 | 0   | 0   | 0 | 24:01 | 9      |
| 2.  | Schweiz     | 3  | 0 | 2   | 0   | 1 | 06:05 | 4      |
| 3.  | Japan       | 3  | 1 | 0   | 1   | 1 | 05:09 | 4      |
| 4.  | Niederlande | 3  | 0 | 0   | 1   | 2 | 05:25 | 1      |

Abkürzungen: Pl. = Platz, Sp = Spiele, S = Siege, OTS = Siege nach Verlängerung (Overtime) oder Penaltyschießen, OTN = Niederlagen nach Verlängerung oder Penaltyschießen, N = Niederlagen

Erläuterungen: Qualifikant für die Weltmeisterschaft

### Gruppe B
Das Turnier der Gruppe B fand zwischen dem 9. und 11. Februar 2007 im tschechischen Nymburk statt. Es wurde im Zimní stadión gespielt. Die schwedische Mannschaft setzte sich mit drei Siegen als Gruppenerster durch. Dahinter belegte Gastgeber Tschechien den zweiten Rang. Österreich und Kasachstan verpassten die Qualifikation.
| 9. Februar 2007 | Kasachstan | 1:4 (0:2, 0:1, 1:1) | Schweden | Zimní stadión, Nymburk Zuschauer: 44 |

| 9. Februar 2007 | Tschechien | 3:1 (0:1, 3:0, 0:0) | Österreich | Zimní stadión, Nymburk Zuschauer: 115 |

| 10. Februar 2007 | Schweden | 5:1 (2:0, 1:0, 2:1) | Österreich | Zimní stadión, Nymburk Zuschauer: 37 |

| 10. Februar 2007 | Tschechien | 11:1 (4:1, 6:0, 1:0) | Kasachstan | Zimní stadión, Nymburk Zuschauer: 131 |

| 11. Februar 2007 | Österreich | 3:2 (0:1, 3:1, 0:0) | Kasachstan | Zimní stadión, Nymburk Zuschauer: 39 |

| 11. Februar 2007 | Tschechien | 1:2 (0:0, 1:1, 0:1) | Schweden | Zimní stadión, Nymburk Zuschauer: 171 |

| Pl. |            | Sp | S | OTS | OTN | N | Tore  | Punkte |
| 1.  | Schweden   | 3  | 3 | 0   | 0   | 0 | 11:03 | 9      |
| 2.  | Tschechien | 3  | 2 | 0   | 0   | 1 | 15:04 | 6      |
| 3.  | Österreich | 3  | 1 | 0   | 0   | 2 | 05:10 | 3      |
| 4.  | Kasachstan | 3  | 0 | 0   | 0   | 3 | 04:18 | 0      |

Abkürzungen: Pl. = Platz, Sp = Spiele, S = Siege, OTS = Siege nach Verlängerung (Overtime) oder Penaltyschießen, OTN = Niederlagen nach Verlängerung oder Penaltyschießen, N = Niederlagen

Erläuterungen: Qualifikant für die Weltmeisterschaft

### Gruppe C
Das Turnier der Gruppe C fand zwischen dem 16. und 18. Februar 2007 im deutschen Bad Tölz statt. Es wurde in der Hacker-Pschorr Arena gespielt. Die deutsche Mannschaft setzte sich mit drei souveränen Siegen als Gruppenerster durch. Dahinter belegte Russland den zweiten Rang. Die Slowakei und Frankreich verpassten die Qualifikation.
| 16. Februar 2007 | Frankreich | 3:8 (0:4, 1:2, 2:2) | Russland | Hacker-Pschorr Arena, Bad Tölz Zuschauer: 43 |

| 16. Februar 2007 | Deutschland | 2:0 (1:0, 1:0, 0:0) | Slowakei | Hacker-Pschorr Arena, Bad Tölz Zuschauer: 140 |

| 17. Februar 2007 | Russland | 5:1 (3:1, 1:0, 1:0) | Slowakei | Hacker-Pschorr Arena, Bad Tölz Zuschauer: |

| 17. Februar 2007 | Deutschland | 10:1 (1:0, 6:0, 3:1) | Frankreich | Hacker-Pschorr Arena, Bad Tölz Zuschauer: 200 |

| 18. Februar 2007 | Slowakei | 3:2 (1:0, 1:0, 1:2) | Frankreich | Hacker-Pschorr Arena, Bad Tölz Zuschauer: 125 |

| 18. Februar 2007 | Deutschland | 9:2 (1:1, 4:0, 4:1) | Russland | Hacker-Pschorr Arena, Bad Tölz Zuschauer: 420 |

| Pl. |             | Sp | S | OTS | OTN | N | Tore  | Punkte |
| 1.  | Deutschland | 3  | 3 | 0   | 0   | 0 | 21:03 | 9      |
| 2.  | Russland    | 3  | 2 | 0   | 0   | 1 | 15:13 | 6      |
| 3.  | Slowakei    | 3  | 1 | 0   | 0   | 2 | 04:09 | 3      |
| 4.  | Frankreich  | 3  | 0 | 0   | 0   | 3 | 06:21 | 0      |

Abkürzungen: Pl. = Platz, Sp = Spiele, S = Siege, OTS = Siege nach Verlängerung (Overtime) oder Penaltyschießen, OTN = Niederlagen nach Verlängerung oder Penaltyschießen, N = Niederlagen

Erläuterungen: Qualifikant für die Weltmeisterschaft

## Qualifikanten
Die drei Gruppensieger und Zweitplatzierten qualifizierten sich letztlich für die erstmals veranstaltete Weltmeisterschaft der U18-Frauen. Darüber hinaus waren die beiden nordamerikanischen Teams aus Kanada und den Vereinigten Staaten von der IIHF gesetzt worden. Damit wurde die Teilnehmeranzahl von acht Mannschaften erreicht.
| Qualifikanten für die WM-Gruppe: | Deutschland Finnland Russland Schweden Schweiz Tschechien |